# Van (circonscription électorale)
Pour les articles homonymes, voir Van.
La circonscription électorale de Van correspond à la province du même nom et envoie huit députés à la Grande assemblée nationale de Turquie.

## Composition
La circonscription de Van est divisée en 13 districts (ilçe). Chaque district est composé d'un chef-lieu et de municipalités (communes et villages).

### Élections législatives de 2018
| Partis                   | Partis                                        | Voix    | %     | Sièges | +/-           | Élus                                                                            |
| ------------------------ | --------------------------------------------- | ------- | ----- | ------ | ------------- | ------------------------------------------------------------------------------- |
|                          | Parti démocratique des peuples (HDP)          | 313 017 | 59,32 | 5      | 1             | Sezai Temelli, Bedia Özgökçe Ertan, Murat Sarisaç, Muazzez Orhan et Tayip Temel |
|                          | Parti de la justice et du développement (AKP) | 167 667 | 31,78 | 3      | 1             | Osman Nuri Gülaçar, İrfan Kartal et Abdulahat Arvas                             |
|                          | Parti d'action nationaliste (MHP)             | 16 245  | 3,08  | 0      | en stagnation |                                                                                 |
|                          | Parti républicain du peuple (CHP)             | 13 914  | 2,64  | 0      | en stagnation |                                                                                 |
|                          | Le Bon Parti (İYİ)                            | 6 720   | 1,27  | 0      | Nv.           |                                                                                 |
|                          | Parti de la cause libre (HÜDA PAR)            | 4 773   | 0,90  | 0      | en stagnation |                                                                                 |
|                          | Parti de la félicité (SP)                     | 4 208   | 0,80  | 0      | en stagnation |                                                                                 |
|                          | Parti patriote (VATAN)                        | 850     | 0,16  | 0      | en stagnation |                                                                                 |
|                          | Indépendants (Ind.)                           | 314     | 0,06  | 0      | en stagnation |                                                                                 |
|                          |                                               |         |       |        |               |                                                                                 |
| Total                    | Total                                         | 527 708 | 100   | 8      | en stagnation | -                                                                               |
| Inscrits / participation | Inscrits / participation                      | 639 730 | 82,81 |        |               |                                                                                 |

### Élections législatives de 2023
| Partis                   | Partis                                        | Voix    | %     | Sièges | +/-           | Élus                                                                                                 |
| ------------------------ | --------------------------------------------- | ------- | ----- | ------ | ------------- | --- |
|                          | Parti de la gauche verte (YSP)                | 289 239 | 52,79 | 6      | 1             | Pervin Buldan, Zülküf Uçar, Gülcan Kaçmaz Sayyiğit, Sinan Çiftyürek, Gülderen Varli et Mahmut Dindar |
|                          | Parti de la justice et du développement (AKP) | 142 935 | 26,09 | 2      | 1             | Burhan Kayatürk et Kayhan Türkmenoğlu                                                                |
|                          | Parti républicain du peuple (CHP)             | 47 763  | 8,72  | 0      | en stagnation | |
|                          | Parti d'action nationaliste (MHP)             | 27 966  | 5,10  | 0      | en stagnation | |
|                          | Nouveau parti de la prospérité (YRP)          | 17 141  | 3,13  | 0      | Nv.           | |
|                          | Parti de la grande unité (BBP)                | 4 590   | 0,84  | 0      | en stagnation | |
|                          | Parti de la victoire (ZP)                     | 4 280   | 0,78  | 0      | Nv.           | |
|                          | Parti de gauche (SOL)                         | 3 311   | 0,60  | 0      | en stagnation | |
|                          | Parti de la patrie (M)                        | 2 702   | 0,49  | 0      | Nv.           | |
|                          | Parti de libération du peuple (HKP)           | 1 049   | 0,19  | 0      | en stagnation | |
|                          | Parti des droits et libertés (HAK)            | 878     | 0,16  | 0      | en stagnation | |
|                          | Parti communiste de Turquie (TKP)             | 776     | 0,14  | 0      | en stagnation | |
|                          | Le Bon Parti (İYİ)                            | 648     | 0,12  | 0      | en stagnation | |
|                          | Parti patriote (VATAN)                        | 554     | 0,10  | 0      | en stagnation | |
|                          | Parti des travailleurs de Turquie (TIP)       | 526     | 0,10  | 0      | en stagnation | |
|                          | Parti de la nation (MP)                       | 289     | 0,05  | 0      | en stagnation | |
|                          | Mouvement communiste (TKH)                    | 288     | 0,05  | 0      | Nv.           | |
|                          | Parti de la route nationale (MYP)             | 279     | 0,05  | 0      | Nv.           | |
|                          | Parti de la justice (AP)                      | 35      | 0,01  | 0      | Nv.           | |
|                          | Parti de la justice et de l'unité (AB)        | 24      | 0,00  | 0      | Nv.           | |
|                          | Parti jeune (GP)                              | 20      | 0,00  | 0      | en stagnation | |
|                          | Parti de la mère patrie (ANAP)                | 15      | 0,00  | 0      | en stagnation | |
|                          | Parti de l'union du pouvoir (GBP)             | 9       | 0,00  | 0      | Nv.           | |
|                          | Parti de l'innovation (YP)                    | 2       | 0,00  | 0      | Nv.           | |
|                          | Indépendants (Ind.)                           | 2 565   | 0,47  | 0      | en stagnation | |
|                          |                                               |         |       |        |               | |
| Total                    | Total                                         | 547 884 | 100   | 8      | en stagnation | - |
| Inscrits / participation | Inscrits / participation                      | 707 861 | 78,63 |        |               | |